# Remedios Amaya
Remedios Amaya (eigentlich: María Dolores Amaya Vega; * 1. Mai 1962 angeblich in Sevilla) ist eine spanische Flamenco-Sängerin und -Tänzerin. Im Jahr 1983 war sie die erste weibliche Vertreterin spanischer Roma, die beim Eurovision Song Contest antrat.

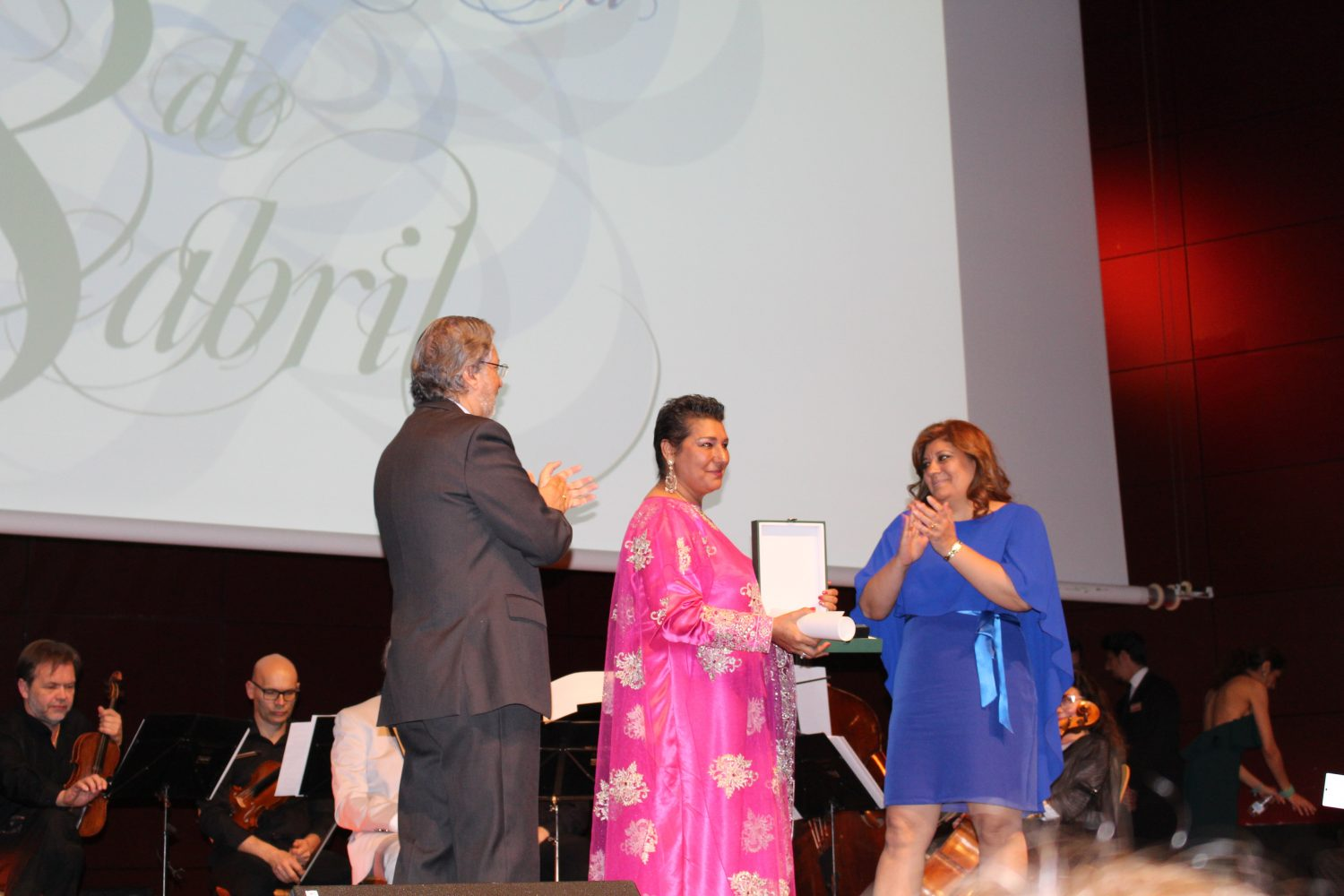
Remedios Amaya (in der Mitte) bei einer Preisverleihung für ihr künstlerisches Schaffen im Jahr 2017

## Musikalische Laufbahn

### Kindheit und Jugend
María Dolores Amaya kam als zweites von zehn Kindern einer Familie von gitanos extremeños zur Welt, spanischer Roma aus der Extremadura. Zu Beginn der 1960er Jahre zog die Familie von Badajoz nach Sevilla.
Nach der Virgen de los Remedios, der Schutzpatronin der Kleinstadt Fregenal de la Sierra im Süden der Extremadura, wurde María Dolores in ihrer Familie Remedios gerufen.
Ihre Mutter Josefa Vega Rincón La Vega war nach Aussage ihrer Tochter eine begabte Sängerin, die jedoch nie eine künstlerische Karriere angestrebt hatte, während ihr Vater Antonio Amaya unter dem Künstlernamen El Indio als professioneller Tänzer in Flamenco-Shows und Tablaos unter anderem mit Lola Flores, La Polaca und Carmen Sevilla zusammengearbeitet hatte, bevor er in späteren Jahren als ambulanter Händler für Stoffe und Schuhe auf den Ferias der Region unterwegs war.
Bevor Remedios im Alter von vierzehn Jahren ihren ersten professionellen Auftritt in Sevilla hatte, konnte sie bereits im Alter von elf Jahren ihr Talent als Sängerin und Tänzerin vor dem spanischen Fernsehpublikum unter Beweis stellen, als sie im Rahmen der von TVE zwischen 1971 und 1973 ausgestrahlten Dokumentationsreihe Rito y Geografía del Cante in der letzten Folge vom 22. Oktober 1973 als eines der hoffnungsvollen Nachwuchstalente des Flamenco vorgestellt wurde.

### Die frühen Aufnahmen (1978 bis 1984)
In der zweiten Hälfte der 1970er Jahre richtete sich das Interesse der spanischen Musikproduzenten verstärkt auf eine neue Generation von Flamencokünstlerinnen, die wie Remedios Amaya als Sängerinnen und Tänzerinnen in den Tablaos und Flamenco-Shows von Sevilla oder Madrid gearbeitet hatten und die insbesondere die sogenannten cantes festeros souverän beherrschten, deren markante Rhythmen bereits von den Musikern des Rock andaluz, einer „Rockmusik mit Flamencoelementen“, aufgegriffen worden waren. Es erschien der Musikindustrie daher erfolgversprechend, dem männlich dominierten, ebenso progressiven und ambitionierten wie lautstarken Rock andaluz einige weibliche Künstlerinnen gegenüberzustellen, deren Musik der Ästhetik der traditionellen Copla andaluza und der aktuellen Popmusik näher stand, und sich unter dem griffigen Label Flamenco Rock als leicht konsumierbarer „Flamenco mit Rockelementen“ vermarkten ließ.
So lassen die ersten Studioalben von Remedios Amaya das Bestreben ihrer Produzenten erkennen, sie als einen der neuen weiblichen Stars des Flamenco Rock zu etablieren, ein Genre, das zuvor insbesondere von dem aus Valladolid stammenden Duo Las Grecas (Carmen und Edelina Muñoz Barrull) mit ihrem 1974 erschienenen Erfolgsalbum Rock gitano definiert worden war.
Das Etikett Flamenco Rock erweist sich im historischen Rückblick jedoch als wenig aussagekräftig, da es von Musikindustrie und Musikjournalismus unterschiedslos für Flamenco mit Rockelementen, für von Flamencosängern interpretierte spanische Popmusik mit Rock-Arrangements, und für Rockmusik mit Flamencoelementen verwendet wurde. So ist es schwierig, die Musik der zwischen 1978 und 1984 entstandenen Aufnahmen von Remedios Amaya stilistisch eindeutig zuzuordnen, denn so manches ist weder Rock noch Flamenco. Ihre Verwurzelung in der Ästhetik des traditionellen Flamenco blieb jedoch auch in den Aufnahmen dieser Jahre stets präsent, insbesondere in ihren Canciones por bulerías oder por tangos, die sie auf unverwechselbare Art und Weise zu interpretieren verstand.

### Teilnahme am Eurovision Song Contest 1983
Mit ihrer Teilnahme am Eurovision Song Contest 1983, bei dem sie mit der Komposition ¿Quién maneja mi barca? („Wer steuert mein Boot?“) antrat, erreichte die damals einundzwanzigjährige Remedios Amaya zwar erstmals ein internationales Publikum, der Verlauf des Wettbewerbs und die anschließenden öffentlichen Diskussionen führten jedoch auch zur ersten Zäsur in ihrer Karriere.
Ihre Nominierung erregte in der Öffentlichkeit besondere Aufmerksamkeit, da sie die erste Frau aus der Minderheit der Gitanos war, die als Vertreterin ihres Landes am Eurovision Song Contest teilnahm. Der erste männliche Interpret war der aus Katalonien stammende Sänger Peret gewesen, der beim Eurovision Song Contest 1974 mit Canta y sé feliz den 9. Platz belegte. Beim Eurovision Song Contest 1990 gelang dem Duo Azúcar Moreno, das wie Remedios Amaya ebenfalls aus einer Familie von gitanos extremeños stammte, mit einem 5. Platz ebenso ein Achtungserfolg, wie dem im Flamencomilieu Madrids aufgewachsenen Antonio Carbonell, der beim Eurovision Song Contest 1996 einen respektablen 3. Platz belegte.
Das Unterfangen stand für die junge und international unerfahrene Sängerin von Anfang an unter keinem guten Stern. Als Flamencosängerin an die direkte Interaktion mit ihren Musikern und ihrem Publikum gewöhnt, musste sie am Veranstaltungsort völlig allein und vor einer Bühnendekoration auftreten, die später von Kritikern als „überdimensionaler Heizkörper“ bezeichnet wurde. Zudem wurde ihr wegen des geringen Kontrasts zur dunklen Bühnendekoration untersagt, ein von dem namhaften Modedesigner Tony Benítez (* 1935 in Sevilla) eigens für die Veranstaltung entworfenes schwarzes Abendkleid zu tragen. Auch ein nicht minder elegantes weißes Kleid, das Benítez als Alternative angefertigt hatte, wurde abgelehnt – diesmal mit der Begründung, der Farbkontrast sei zu stark. So trat sie notgedrungen in dem blau-weiß gestreiften Kaftan auf, den sie zuvor bereits bei den Preview-Aufnahmen ihres Songs an einem Meeresstrand getragen hatte, der aber auf der großen Bühne einer internationalen Veranstaltung deplatziert wirkte. Zwar wurde ihr Auftritt vom Saalpublikum mit viel Applaus belohnt, doch am Ende des Abends musste sich Spanien ohne einen einzigen Wertungspunkt der Jury den letzten Platz mit dem Beitrag der Türkei teilen.
Da Remedios Amaya nicht nur in einem orientalisch anmutenden Kleid, sondern – angeblich mangels farblich zum Rest der Garderobe passender Schuhe – auch barfuß aufgetreten war, wurde ihr später unter anderem vorgeworfen, als Repräsentantin ihrer Ethnie kein gutes Bild abgegeben zu haben, da sie das ebenso rassistische wie sexistische Klischee der orientalisch gekleideten und barfüßigen „Zigeunerin“ bedient habe.

### Rückkehr auf die großen Bühnen
Nachdem das öffentliche Interesse an ihrer Person nach dem als nationales Debakel empfundenen Auftritt beim Europäischen Song Contest 1983 nachgelassen hatte, besann sich Remedios Amaya wieder auf ihre musikalischen Wurzeln, mit denen sie sich innerhalb der Flamencoszene im Lauf der Jahre als feste Größe etablieren konnte. Auch Filmschaffende wurden auf sie aufmerksam, und so konnte sie sich 1993 in Tony Gatlifs Film Latcho Drom und 1995 in Carlos Sauras Dokumentation Flamenco einem internationalen Publikum als gereifte und souveräne Flamencokünstlerin präsentieren.
Im Jahr 1997 veröffentlichte sie zusammen mit dem weltweit gefeierten Gitarristen Vicente Amigo das Album Me voy contigo, dessen vorab erschienene Auskopplung Turu Turai mit 150.000 verkauften Exemplaren zu einem kommerziellen Überraschungserfolg wurde. Das Album wurde für die Künstlerin zum Wendepunkt und Neuanfang, der sie gleichermaßen wieder auf die großen Bühnen und die Titelseiten der Presse brachte. In der Folge wurde sie regelmäßig zu spanischen und internationalen Flamenco-Festivals eingeladen und wirkte in Produktionen anderer Flamencokünstler mit. So gehörte sie beispielsweise zum Ensemble des international erfolgreichen Flamencotänzers Juan de Juan (* 1979 in Sevilla) und begleitete ihn bei seiner Inszenierung La Voz del Baile auf seiner zweiten Japan-Tournee im Jahr 2013, wo sie besonders von der Begeisterung des japanischen Publikums und der allgegenwärtigen Wertschätzung des Flamenco beeindruckt war.

### Rompiendo el silencio
Nach den Alben Gitana soy (2000) und Sonsonete (2002), die beide für den Latin Grammy Awards in der Kategorie Best Flamenco Album nominiert waren, erschien ihr nächstes Studio-Album Rompiendo el silencio erst im Jahr 2016. Auf diesem Album, an dem neben dem Saxofonisten und Flötisten Jorge Pardo unter anderem der kubanische Pianist Iván „Melón“ Lewis, der 2021 mit seinem Album Voyager den Latin Grammy Award in der Kategorie Best Latin Jazz/Jazz Album gewann, und der Flamenco-Gitarrist Diego el Morao mitwirkten, bewies die in Stimme und Ausdruck hörbar gereifte Sängerin erneut ihre stilistische Wandlungsfähigkeit.
So enthält das Album außer einer Flamenco-Version ihres Eurovisionsbeitrags ¿Quién maneja mi barca? von 1983, der Bulería Rompiendo el silencio und den Tangos de la Repompa, eine nur von der Harfenistin des Orquesta de Córdoba, Maite García Donet minimalistisch begleitete Homage an die trotz ihres frühen Todes stilbildende Flamencosängerin La Repompa de Málaga, keine weiteren Flamenco-Kompositionen, sondern Interpretationen populärer spanischer und lateinamerikanischer Kompositionen aus der zweiten Hälfte des 20. Jahrhunderts. Mit Liedern aus dem Repertoire von Alberto Cortez, José Alfredo Jiménez, Carlos Cano, Antonio Machín, María Dolores Pradera und Lola Flores hatte sich Remedios Amaya auf ein für sie neues Terrain gewagt, auf dem sie sich jedoch so überzeugend zu bewegen vermochte, dass auch ihr vorerst letztes Album für einen Latin Grammy Award nominiert wurde.
Allerdings sollte das Jahr 2016 für Remedios Amaya nicht nur musikalisch, sondern auch persönlich ein weiterer Wendepunkt in ihrem Leben werden, denn kurz vor Beginn der Promotionstournee für ihr neues Album teilte die Pressestelle der Warner Music Group im April des Jahres mit, dass die Künstlerin aufgrund einer kurz zuvor gestellten Brustkrebs-Diagnose alle geplanten Aktivitäten absagen müsse.

## Diskografie

### Studioalben
- 1978 Remedios Amaya
- 1979 Cantarón dos estrellas
- 1983 Luna nueva; enthält die ursprüngliche Fassung des ESC-Beitrags ¿Quién maneja mi barca?
- 1984 Seda en mi piel
- 1998 Me voy contigo (mit Vicente Amigo); enthält den vorab im Jahr 1997 veröffentlichten Erfolgstitel Turu Turai
- 2000 Gitana soy; nominiert für die 1. Verleihung der Latin Grammy Awards
- 2002 Sonsonete; nominiert für die 3. Verleihung der Latin Grammy Awards
- 2016 Rompiendo el silencio; nominiert für die 17. Verleihung der Latin Grammy Awards

## Filmografie
- 1993 Latcho Drom von Tony Gatlif
- 1995 Flamenco von Carlos Saura